# Maria Lipska (1921–2003)
Maria Lipska z domu Kacka lub Kącka (ur. 7 września 1921 r., zm. 2003 lub 2004 r.) – polska Sprawiedliwa wśród Narodów Świata.

## Życiorys
W wieku 18 lat Maria wówczas Kacka (bądź Kącka) zamieszkała w Krakowie, w domu, gdzie ukrywała się także żydowska rodzina Lipskich: Mindla Maria, Wilhelm Władysław oraz ich syn Jan Bolesław Ivan. Kącka była zatrudniona jako pracownik biurowy. Zorganizowała dla Jana Lipskiego kryjówkę u swoich krewnych mieszkających w Grybowie w okolicy Nowego Sącza. Ukrywała rodzinę Lipskich, zapewniała im prowiant, fałszywe dokumenty oraz potrzebny transport. Rodzina Lipskich przeżyła okupację niemiecką, a Jan Lipski zawarł z Marią związek małżeński i zamieszkali w Grybowie. Mieli syna Sławomira.
4 sierpnia 1996 r. Jad Waszem uhonorował Marię Lipską tytułem Sprawiedliwej wśród Narodów Świata.